# Třída Comandanti Medaglie d'Oro
Třída Comandanti Medaglie d'Oro byla třída torpédoborců italského námořnictva rozestavěná za druhé světové války. Plánováno bylo postavení 24 jednotek, ani jedna však nebyla nikdy spuštěna na vodu.

## Stavba
Plánována byla stavba 24 jednotek této třídy. Do stavby byly zapojeny čtyři loděnice – O.T.O. v Livornu, C.R.D.A. v Monfalcone, C.N.R. v Anconě a Cantieri del Tirreno v Riva Trigoso. Kýl první jednotky byl založen roku 1943. Několik dalších následovalo, avšak ani jedna loď nebyla spuštěna na vodu, natož dokončena.

## Konstrukce
Oproti předchozí třídě Soldati byla tato plavidla výrazně větší. Výzbroj tvořily čtyři dvouúčelové 135mm kanóny v jednodělových věžích, dvanáct 37mm protiletadlových kanónů a dva trojhlavňové 533mm torpédomety. Plánovaná nejvyšší rychlost byla 35 uzlů.